# Nuoler Ried

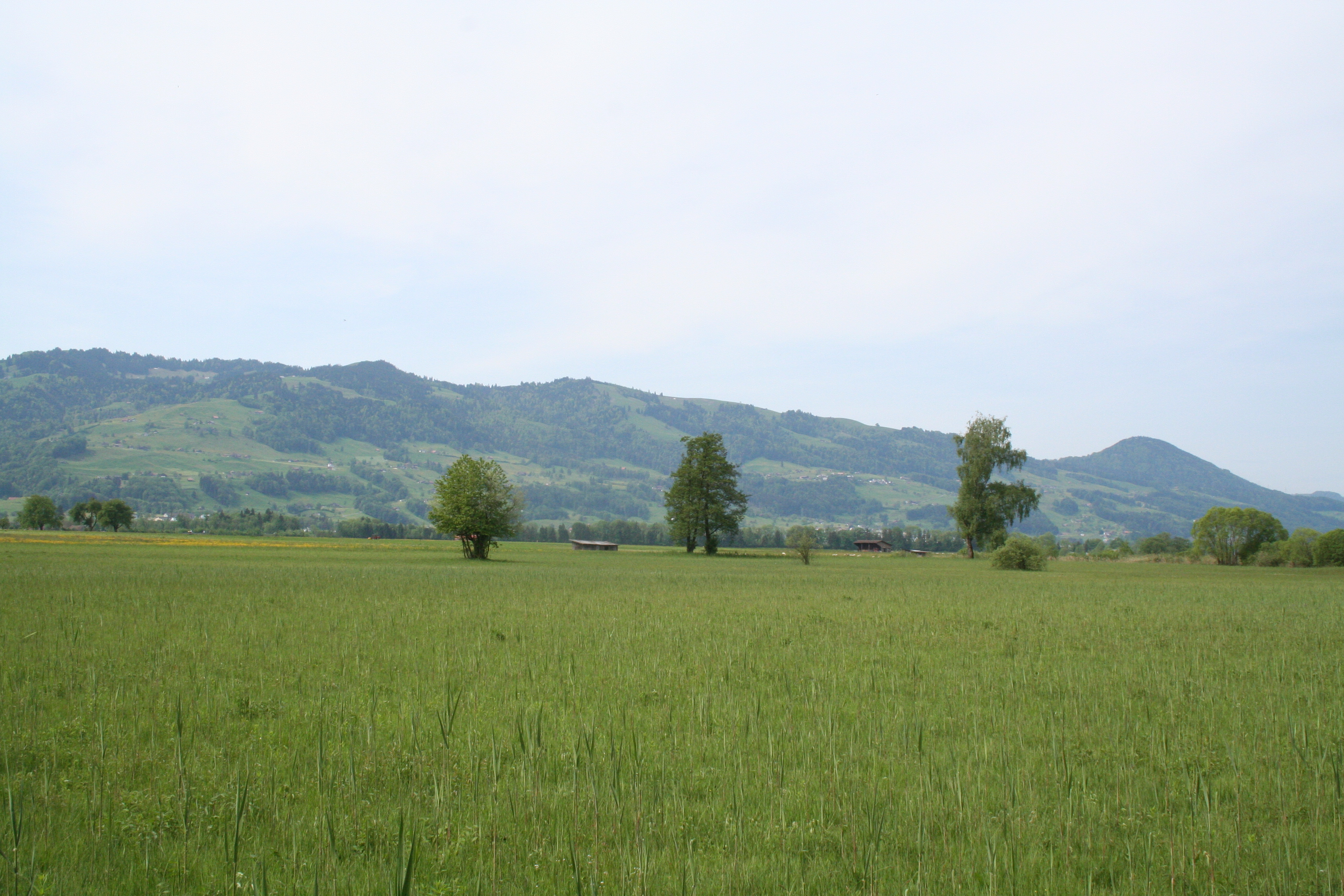
Nuoler Ried, rechts der Etzel

Das Nuoler Ried ist ein Naturschutzgebiet im Schweizer Kanton Schwyz.
Das Ried liegt am Ufer des oberen Zürichsees zwischen Nuolen und dem Flugplatz Wangen-Lachen in der Gemeinde Wangen SZ. Es entstand durch die Ablagerung von Sedimenten der Wägitaler Aa und ist ein Brutgebiet für Vögel (Grosser Brachvogel, Kiebitze). Das Flachmoor ist im Bundesinventar der Landschaften und Naturdenkmäler von nationaler Bedeutung verzeichnet und seit 1980 auch kantonales Naturschutzgebiet.
Im Sommer 2014 wurde im Nuoler Ried der Angriff eines Wolfs auf Schafe festgestellt.